# John Sims
John Sims (Canterbury, 13 oktober 1749 – Dorking, 26 februari 1831) was een Brits botanicus. Hij studeerde aan de universiteiten van Edinburgh en Leiden. Hij classificeerde diverse plantengeslachten en soorten.
Na de dood van zijn vriend William Curtis in 1799 nam Sims het redacteurschap van het door Curtis opgerichte The Botanical Magazine op zich. Ter ere van Curtis doopte Sims het tijdschrift om in Curtis's Botanical Magazine, de naam waaronder het botanische tijdschrift heden ten dage nog steeds wordt uitgegeven. Sims was verantwoordelijk voor de publicatie van de delen 15 tot 26, die verschenen tussen 1801 en 1807. Belangrijkste illustrator voor zowel Curtis als Sims was Sydenham Edwards.
- Author citation (botany): Sims
- Gemeinsame Normdatei: 1053524161
- International Standard Name Identifier: 0000 0000 5393 9119
- Library of Congress Control Number: nr93036024
- Nederlandse Thesaurus van Auteursnamen: 121609650
- Réseau des bibliothèques de Suisse occidentale: 02-A018670281
- Istituto Centrale per il Catalogo Unico: LIGV010166
- LIBRIS: 293092
- SNAC: w6zk7d00
- Système universitaire de documentation: 129340804
- Museum of New Zealand Te Papa Tongarewa: 50827
- Virtual International Authority File: 63883081
- WorldCat: E39PBJgcXFFyMXJ8j7Rtw8wXBP